# Маньчжурская армия (Россия)
Маньчжурская армия — войсковая группировка русской императорской армии в Маньчжурии в 1904-1905 годах. Данное официальное наименование было присвоено Высочайшим приказом по военному ведомству в январе (по другим данным в феврале) 1904 года войскам, дислоцированным в то время в Южной Маньчжурии.
Армия принимала участие в основных сражениях русско-японской войны. В октябре 1905 года, после подписания мира с Японией, началась эвакуация войск из Маньчжурии, которая завершилась к лету 1906 года.

## Состав
В её состав первоначально вошли: I, II и III Сибирские армейские корпуса, 1-я Сибирская пехотная дивизия и льготные части Забайкальского казачьего войска. Сверх того, Высочайшим повелением 12 февраля в состав армии включены: IV Сибирский армейский корпус, Сибирская и Оренбургская казачьи дивизии, X и XVII армейские корпуса.
В район действий Маньчжурской армии включались: Квантунская область, Маньчжурия и Забайкальская область. Начальствование войсками в Приморской и Амурской областях объединялось в руках начальника обороны Приморской области; войска эти составляли Южно-Уссурийский отряд, в район действий которого были включены Приморская и Амурская области. Войска, расположенные в Квантунском укрепленном районе, составляли Квантунский отряд и подчинялись начальнику Порт-Артурского укрепленного района.
В начале мая 1904 года генерал-адъютант Куропаткин обратился к военному министру с просьбой увеличить состав Маньчжурской армии ещё на 2 армейских корпуса, почему в состав армии были назначены I армейский и V Сибирские корпуса.
Неудача Маньчжурской армии под Ляояном и вынужденное отступление её на север привели к решению создать 2-ю Маньчжурскую армию; о сформировании последней было объявлено в приказе по военному ведомству 11 сентября 1904 года. Вскоре после этого значительное число войск, назначенное для действий против японцев, вынудило сформировать 3-ю Маньчжурскую армию. Приказом главнокомандующего всеми сухопутными и морскими силами, действующими против Японии, от 28 октября 1904 года находившиеся на театре войны войска получили новую организацию и распределены были по трем армиям:
- 1-я армия: I, II, III и IV Сибирские корпуса, Сибирская и Забайкальская казачьи дивизии, Уссурийская конная бригада, 1, 3, 4, 5 и 6-я Восточно-Сибирские горные батареи;
- 2-я армия: I и VIII армейские корпуса, 1, 2 и 5-я стрелковые бригады, 3 драгунских полка 10-й кавалерийской дивизии, Кавказская конная бригада и Уссурийский казачий полк;
- 3-я армия: X и XVII армейские, V и VI Сибирские корпуса, 2-я отдельная кавалерийская бригада, 1-й Оренбургский и 1-й Аргунский казачьи полки.

Затем приказами главнокомандующего 23 ноября 1904 года объявлено новое распределение армейских корпусов и частей, не входящих в состав корпусов по трем Маньчжурским армиям, почему состав армий изменился следующим образом:
- 1-я армия: I, II, III и IV Сибирский корпусы, 71-я пехотная дивизия, сводная Сибирская резервная бригада, 5 и 6-й Забайкальские пешие казачьи батальоны, Забайкальская и Сибирская казачьи дивизии, Приморский драгунский полк;
- 2-я армия: VIII и X армейские корпуса, V Сибирский корпус, 4-я Донская казачья дивизия, 2-я бригада Оренбургской казачьей дивизии, 1-й Оренбургский, 1-й Аргунский и Амурский казачьи полки, Восточно-Сибирский понтонный батальон;
- 3-я армия: I, XVII армейские и VI Сибирский корпуса, 2-я отдельная кавалерийская бригада, Урало-Забайкальская казачья дивизия, Кавказская конная бригада, Уссурийский и 10-й Оренбургский казачьи полки.

Приказом главнокомандующего 22 декабря 1904 года указаны следующие изменения в организации армий: 1, 2 и 5-я стрелковые бригады с их артиллерией сведены в сводно-стрелковый корпус, назначенный в состав 2-й армии; V Сибирский корпус переведен из 2-й в 3-ю армию; I армейский корпус переведен из 3-й в 1-ю армию; Урало-Забайкальская казачья дивизия, 1, 2 и 4-я Забайкальские казачьи батареи, 20-я конная батарея и Кавказская конная бригада переведены из 3-й во 2-ю армию. Прибывший вскоре после этого XVI армейский корпус назначен в состав 3-й армии.
К 1 февраля 1905 года в составе Маньчжурских армий произошли следующие изменения: I Сибирский корпус и Приморский драгунский полк переведены из 1-й армии во 2-ю; XVI армейский корпус и 72-я пехотная дивизия назначены в резерв главнокомандующего.
К 18 марта 1905 года в составе Маньчжурских армий произошли следующие изменения: I Сибирский корпус возвращен из 2-й армии в 1-ю; II Сибирский корпус переведен из 3-й армии во 2-ю; XVI армейский корпус назначен в состав 2-й армии, IV армейский корпус, 3 и 4-я стрелковые бригады — в состав 3-й армии.
К 25 августа 1905 года в составе Маньчжурских армий произошли перемены: V Сибирский корпус переведен из 2-й армии в 3-ю; IX и XIX армейские корпуса и II сводно-стрелковый корпус назначены в состав 3-й армии; 2-я Кубанская пластунская бригада командирована в 1-ю армию. Распределение конницы в трех армиях к 25 августа 1905 года было следующим: 1-я армия — Забайкальская, Сибирская и 4-я Донская казачьи дивизии (последняя без одного полка) и Уссурийская конная бригада; 2-я армия — Урало-Забайкальская сводная, Кавказская и Оренбургская казачьи дивизии, Кавказская конная бригада, 1-й Оренбургский и один Донской казачий полки; 3-я армия — 2-я отдельная кавалерийская бригада, 1-й Аргунский и Уссурийский казачьи полки. Предназначались к отправке на театр военных действий в состав Маньчжурских армий ещё XIII и XXI армейские корпуса; но заключение мира застало XIII корпус в пути, отправка же XXI корпуса 27 августа 1905 года отменена.

## Командование
28 января 1904 года Высочайшим указанием правительствующему сенату, для объединения действий военно-сухопутных и морских сил Дальнего Востока, Наместнику Его Величества генерал-адъютанту адмиралу Алексееву предоставлены были права, определённые в статьях 17—35 «Положения о полевом управлении войск в военное время» для главнокомандующего армией и статьями 21—56 кн. X «Свода морских постановлений» для главнокомандующего флотом.
Тотчас по образовании Маньчжурской армии во временное командование ею, впредь до назначения командующего армией, приказано вступить исполняющим делами командующего войсками Приамурского военного округа генерал-лейтенанту Линевичу. До прибытия к армии Линевича, состоявшегося 8 февраля, наместник приказал из войск, расположенных и сосредоточиваемых в Южной Маньчжурии, образовать, впредь до сформирования армии, Южно-Маньчжурский отряд, временное начальствование коим было возложено на генерал-майора Кондратовича (начальника 9-й Восточно-Сибирской стрелковой бригады).
7 февраля 1904 года Высочайшим указанием правительствующему сенату командующим Маньчжурской армией был назначен генерал-адъютант Куропаткин, с предоставлением ему по званию командующего армией прав, определённых в статьях 101—140 «Положения о полевом управлении войск в военное время». 12 октября 1904 года Высочайшим указанием правительствующему сенату адмирал Алексеев был освобожден от обязанностей главнокомандующего, которые Высочайшим указом от того же числа возложены на Куропаткина.
Командный состав Маньчжурской армии с момента сформирования 3 армий до смены главнокомандующего был следующий. Командующие армиями: 1-й — генерал от инфантерии Линевич (с 22 октября 1904 года), 2-й — генерал от инфантерии Гриппенберг (с 11 сентября 1904 года), 3-й — генерал от кавалерии барон Каульбарс (с 22 октября 1904 года).
3 марта 1905 года последовало Высочайшее повеление об увольнении Куропаткина от должности главнокомандующего и о назначений на эту должность Линевича. 5 марта 1905 года Высочайшим указанием правительствующему сенату Гриппенберг уволен от должности командующего 2-й армией. Затем до заключения мира армиями командовали: 1-й — Куропаткин (с 8 марта 1905 года), 2-й — Каульбарс (с 13 марта 1905 года); 3-й — генерал от инфантерии Ботьянов (с 13 марта 1905 года). После заключения мира командующий 2-й армией Каульбарс назначен командующим войсками Одесского военного округа (27 августа 1905 года). Главнокомандующий и командующие 1-й и 3-й армиями уволены от занимаемых должностей 3 февраля 1906 года. Того же числа командующим всеми сухопутными и морскими силами на Дальнем Востоке был назначен генерал от инфантерии Гродеков, которому было поручено окончательное приведение армии и флота на мирное положение.
В составе полевых управлений Маньчжурских армий высшие должности занимали следующие лица. Полевой штаб наместника: начальник штаба — генерал-лейтенант Жилинский (с 29 января по 30 ноября 1904 года); генерал-квартирмейстер — генерал-майор Флуг (с 29 января по 27 ноября 1904); дежурный генерал — генерал-майор фон Клодт (с 20 февраля по 31 октября 1904 года); начальник железнодорожного отдела — генерал-лейтенант Нидермиллер (с 5 апреля по 27 ноября 1904 года). Полевой штаб Маньчжурской армии: начальник штаба — генерал-лейтенант Сахаров (с 21 марта по 18 октября 1904 года); генерал-квартирмейстер — генерал-майор Харкевич (с 21 марта по 28 октября 1904 года); дежурный генерал — генерал-майор Благовещенский (с 11 марта по 8 ноября 1904 года); начальник военных сообщений — генерал-майор Забелин (с 1 мая по 30 ноября 1904 года); инспектор артиллерии армии — генерал-майор Михеев (с 1 февраля по 30 ноября 1904 года); инспектор инженеров армии — генерал-майор Александров (с 3 февраля по 30 ноября 1904 года); полевой интендант армии — генерал-майор Губер (с 21 марта по 30 ноября 1904 года).
В период временного командования Маньчжурской армией Линевича при нём временно исполняли должности: начальника штаба армии — бывший начальник штаба Приамурского военного округа генерал-майор Холщевников, генерал квартирмейстера — полковник Орановский, начальника военных сообщений — полковник Захаров. Полевой штаб главнокомандующего: начальник штаба — генерал-лейтенант Сахаров (с 18 октября 1904 года по 9 марта 1905 года), генерал-лейтенант Харкевич (с 9 марта по 15 ноября 1905 года); генерал-квартирмейстер — генерал-майор Эверт (с 28 октября 1904 года по 9 марта 1905 года), генерал-майор Орановский (с 9 марта 1905 года по 5 февраля 1906 года); дежурный генерал — генерал-лейтенант Благовещенский (с 8 ноября 1904 года по 15 ноября 1905 года); начальник сообщений — генерал-майор Забелин (с 30 ноября 1904 года по 6 июля 1905 года), генерал-майор Шкинский (с 6 августа по 20 декабря 1905 года); главный инспектор артиллерийской части — генерал-майор Михеев (с 30 ноября 1904 года по 1 марта 1906 года); главный инспектор инженерной части — генерал-лейтенант Александров (с 30 ноября по 20 марта 1906 года); главный полевой интендант — генерал-майор Губер (с 30 ноября 1904 года по 28 февраля 1936 года).
Полевой штаб 1-й армии: начальник штаба — генерал-лейтенант Харкевич (с 28 октября по 9 марта 1905 года), генерал-лейтенант Эвер (с 9 марта по 2 декабря 1905 года); генерал-квартирмейстер — генерал-майор Орановский (с 31 октября 1904 года по 9 марта 1905 года), генерал-майор Огановский (с 10 марта 1905 года по 12 февраля 1906 года); дежурный генерал — генерал-майор Клодт (с 31 октября 1904 года по 12 февраля 1906 года); начальник военных сообщений — генерал-майор Икскуль-фон-Гильдебрандт (с 31 октября 1904 года по 2 февраля 1906 года); инспектор артиллерии — генерал-майор Фролов (с 7 ноября 1904 года по 20 марта 1905 года), генерал-майор Фан-дер-Флит (с 20 марта по 14 ноября 1905 года); инспектор инженеров — генерал-майор князь Туманов (с 4 декабря 1904 года по 14 ноября 1905 года); полевой интендант — полковник Бачинский (с 31 октября 1904 года по 5 декабря 1905 года).
Полевой штаб 2-й армии: начальник штаба — генерал-лейтенант Рузский (с 12 сентября 1904 года по 30 мая 1905 года); генерал-квартирмейстер — генерал-майор Шванк (с 12 сентября 1904 года по 31 января 1905 года), генерал-майор Флуг (с 31 января по 13 марта 1905 года); дежурный генерал — генерал-майор Сулима-Самуйло (с 12 сентября 1904 года по 21 июля 1905 года), генерал-майор Эйхгольц (с 17 августа по 6 ноября 1905 года); начальник военных сообщений — генерал-майор Войшин-Мурдас-Жилинский (с 12 сентября 1904 года по 3 декабря 1905 года); инспектор артиллерии — генерал-лейтенант Коханов (с 12 сентября 1904 года по 30 мая 1905 года); инспектор инженеров — генерал-майор Николенко (с 12 сентября по 2 декабря 1905 года); полевой интендант — генерал-майор Ланг (с 14 октября 1904 года по 17 октября 1905 года), генерал-майор Берников (с 17 октября по 2 декабря 1905 года).
Полевой штаб 3-й армии: начальник штаба — генерал-лейтенант Мартсон (с 10 января по 22 ноября 1905 года); генерал-квартирмейстер — генерал-майор Алексеев (с 10 января по 12 декабря 1905 года); дежурный генерал — генерал-майор Кононов (с 8 ноября 1904 года по 12 декабря 1905 года); начальник военных сообщений — генерал-майор Ерофеев (с 22 января по 30 апреля 1905 года), генерал-майор Ходорович (с 16 мая по 7 декабря 1905 года); инспектор артиллерии — генерал-лейтенант Тихобразов (с 21 января по 3 декабря 1905 года); инспектор инженеров — генерал-лейтенант Лишев (с 5 февраля по 12 декабря 1905 года); полевой интендант — генерал-майор Федоров (с 4 января по 12 декабря 1905 года).
По сформировании Маньчжурской армии начальником военно-окружных управлений её был назначен командующий войсками Квантунской области генерал-лейтенант Волков, с подчинением ему, наравне с войсками тылов. района, также и частей Заамурского округа пограничной стражи, квартирующих в названном районе. Весь же Заамурский округ пограничной стражи был подчинен командующему Маньчжурской армией. 12 апреля 1904 года Высочайшим указанием правительствующему сенату начальником военно-окружных управлений Маньчжурской армии был назначен военный губернатор Забайкальской области, командующий в оной войсками генерал-лейтенант Надаров. Следствием разделения войск, сосредоточенных в Южной Маньчжурии, на 3 армии было переименование военно-окружных управлений Маньчжурской армии в управление тыла Маньчжурских армий; начальник военно-окружных управлений переименован в главного начальника тыла армий, с предоставлением ему прав командующего армией и с подчинением его непосредственно главнокомандующему.
Военно-окружные управления Маньчжурской армии: начальник штаба — генерал-майор Глинский (с 7 февраля 1904 года по 12 января 1905 года); начальник военных сообщений — полковник Захаров (с 7 февраля 1904 года по 12 января 1905 года); начальник артиллерии — генерал-майор Севастьянов (с 17 февраля 1904 года по 12 января 1905 года); начальник инженеров — генерал-майор Базилевский (с 7 февраля 1904 года по 12 января 1905 года); интендант — полковник Ланг (с 30 мая по 21 декабря 1904 года), генерал-майор Парчевский (с 21 декабря 1904 года по 12 января 1905 года). Штаб тыла Маньчжурской армии: начальник штаба — генерал-майор Глинский (с 19 января 1905 года по 13 ноября 1906 года); генерал-квартирмейстер — генерал-майор Добровольский (с 9 февраля по 10 декабря 1905 года); дежурный генерал — генерал-майор Гнида (с 9 февраля 1905 года по 15 июня 1906 года); начальник военных сообщений — полковник Захаров (с 12 января 1905 года по 1 сентября 1906 года); начальник артиллерии — генерал-майор Севастьянов (с 12 января по 30 сентября 1906 года); начальник инженеров — генерал-майор Базилевский (с 12 января 1905 года по 20 сентября 1906 года); интендант — генерал-майор Парчевский (с 12 января 1905 года по 29 сентября 1906 года).

## Эвакуация
11 октября 1905 года был объявлен Высочайший манифест о заключении мира, 17 октября представители обеих армий генерал-майор Орановский и генерал-майор Фукушима подписали протокол соглашения о порядке эвакуации русских и японских войск из Маньчжурии, на основании которого эвакуация обеих сторон должна была быть закончена к 2 (15) апреля 1907 года.
До начала эвакуации во всех войсковых частях, управлениях и зав-ниях число обозных лошадей было доведено до штатов мирного времени. Эта мера, a также расформирование полевых управлений, учреждений и целых частей, сформированных на театре войны, имела следствием продажу с аукционного торга свыше 100 тысяч лошадей. Из этого числа с разрешения Государя Императора 22,5 тысячи лучших лошадей были безвозмездно переданы беднейшим казакам и крестьянам областей Приамурского военного округа. Передача эта была произведена главным образом ввиду того, что при мобилизации, a затем в течение войны y населения данных областей для военных надобностей были взяты почти все годные лошади, и недостаток лошадей грозил разорением краю.
Эвакуация Маньчжурских армий началась ещё до заключения соответствующего соглашения с японцами с отправки в Европейскую Россию 720 офицеров и 9280 нижних чинов — учителей для обучения новобранцев, предназначенных частям войск, подлежащим возвращению в Европейскую Россию. Отправка этих людей началась 3 октября; всего было отправлено 10 эшелонов (по 3 эшелона в день). 12 октября главнокомандующим было отдано распоряжение об отправке первых эшелонов XIII армейского корпуса, но 15 октября, вследствие начавшейся на Забайкальской железной дороге забастовки, отправку частей XIII корпуса пришлось приостановить. 21 октября забастовка Забайкальской железной дороги прекратилась, что дало возможность продолжать эвакуацию частей XIII корпуса. Вслед за XIII корпусом были эвакуированы IV Сибирский корпус, 1-я Сибирская пехотная дивизия и сибирские резервные батальоны. Затем началась эвакуация запасных, которые для этого были разделены на 3 очереди: 1-я — запасные, призванные из запаса на службу ранее 1 сентября 1904 года, 2-я — призванные из запаса в период с 1 сентября 1904 года по 1 марта 1905 года, 3-я — все остальные.
К началу эвакуации в рядах армий состояло запасных всех категорий 458 700 человек, в Приамурском военном округе — 63 491 человек и в тылу армии — 51 499 человек; срочнослужащих 1900 и 1901 годов, подлежавших увольнению вслед за запасными, было: в армиях — 71 476 человек, в Приамурском военном округе — 7415 человек и в тылу армий — 16 020 человек. 17 февраля 1906 года закончилась эвакуация запасных 1-й очереди, вместе с которыми, кроме Забайкальских и Сибирских частей, была вывезена пехота 37, 3 и 31-й пехотных дивизий; часть запасных была вывезена морским путем. С 18 февраля по 30 марта происходила эвакуация запасных 2-й очереди, вместе с которыми была вывезена пехота 17, 31, 22 и 35-й пехотных дивизий; часть запасных и строевых частей была вывезена морским путем. С 3 по 17 апреля происходила эвакуация запасных 3-й очереди и подлежавших увольнению в запас срочнослужащих 1900 и 1901 годов; вместе с ними была вывезена пехота 9, 54 и 55-й пехотных дивизий; вследствие усиления железнодорожного движения морская перевозка была прекращена.
С 18 апреля по 28 мая происходила эвакуация оставшихся строевых частей (кроме оккупационного корпуса), главным образом, артиллерии и парков тех дивизий, пехота которых ушла раньше, конвоируя эшелоны запасных. С 28 мая по 13 июня происходила эвакуация подлежавших увольнению в запас срочнослужащих 1902 года, задержанных в частях до прибытия молодых солдат; вслед за тем были эвакуированы остальные части оккупационного корпуса.
Эвакуация морем через Владивосток началась 28 ноября 1905 года. Сначала было вывезено 27 500 человек запасных 1 и 2-й очередей Приамурского военного округа; эвакуация их была закончена к 12 февраля 1906 года. Затем была отправлена пластунская казачья бригада, 70 тысяч человек запасных 2-й очереди из армий, 14 и 15-я пехотные дивизии и 3 пехотных полка 3-й стрелковой бригады. После них было вывезено ещё около 5 тысяч запасных 3-й очереди и срочнослужащих 1900 и 1901 годов из войск Приамурского военного округа, чем и закончилась эвакуация морским путем.
За 8,5 месяцев, в течение которых происходила эвакуация (с 3 октября 1905 года по 13 июня 1906 года), из Харбина, служившего узловым пунктом эвакуации, было отправлено на запад и на восток 1367 эшелонов; из них в Европейскую Россию — 996 эшелонов, в Сибирский военный округ — 182 эшелона, в Забайкалье — 60 эшелонов, на восток — 71 эшелон, 58 эшелонов было перевезено в пределах Маньчжурии.